# Металхим
Металхим е бивше българско държавно стопанско обединение от времето на социализма. Създадено през декември 1948 г. с постановление на Министерския съвет като обединение на военни фабрики, то е основното предприятие на българската военна промишленост.

## По време на социализма
Между 1975 и 1989 г. ДСО „Металхим“ създава 28 машиностроителни комбината на военната промишленост в почти всички окръзи с общ персонал 136 хиляди работници, служители и инженери.

## Раздържавяване
В процеса на раздържавяване през 1991 г. е създаден холдинг, който притежава пакети на предприятията от военнопромишления комплекс. Според някои холдингът се оказва неудачна структура, която е основната причина за забавянето на приватизацията в отрасъла. През 2000 г. 80% от капитала на холдинга е продаден на работническо-мениджърското дружество „Металхим – 2000“.